# Sybra subbiguttulata
Sybra subbiguttulata là một loài bọ cánh cứng trong họ Cerambycidae.